# Annales de Chimie
Annales de chimie – Science des matériaux – науковий журнал, заснований у 1789 році в Парижі під назвою Annales de chimie. Одним із перших редакторів періодичного видання був французький хімік Антуан Лавуазьє. У 1816 році журнал змінив свою назву на Annales de chimie et de physique, яку він залишав до 1913 року, коли він був розділений на два окремі періодичні видання під назвою Annales de chimie і Annales de physique.
Annals of Chemistry став Annals of Chemistry - Materials Science у 1978 році. З 1998 по 2004 роки періодичні видання публікувалися в Інтернеті Elsevier Science, але з 2004 року видання продовжує  Lavoisier SAS.
Незважаючи на те, що назви змінювалися, а журнал було розділено на два окремі періодичні видання, нумерація томів все ще зберігає послідовність між різними назвами, і це як для Annales de chimie, так і для Annales de physique .

## Зовнішні посилання
- Аннали хімії. Збірка спогадів про хімію та пов'язані з нею мистецтва (1789-1815)
- Annals of Chemistry and Physics (1830-1913)
- Annals of Physics (1914-2009)
  - З 2010 року : Історичні погляди на сучасну фізику (2010-)
- Annals of Chemistry - Materials Science (1998-2004)
- Annals of Chemistry - Materials Science (2004-теперішній час)

1. 1 2 3  The ISSN portal — Paris: ISSN International Centre, 2005. — ISSN 0151-9107